# Ethochorema turbidum
Ethochorema turbidum là một loài Trichoptera trong họ Hydrobiosidae. Chúng phân bố ở miền Australasia.